# Gymnastique artistique aux Jeux olympiques d'été de 2000
Navigation
Atlanta 1996 Athènes 2004

## Résultats hommes

### Concours par équipes
| Médaille                            | Nom | Pays    | Points  |
| ----------------------------------- | --- | ------- | ------- |
| Médaille d'or, Jeux olympiques      | Yang Wei Zheng Lihui Li Xiaopeng Xing Aowei Huang Xu Xiao Junfeng                                        | Chine   | 231,919 |
| Médaille d'argent, Jeux olympiques  | Oleksandr Beresch Valeri Goncharov Ruslan Mezentsev Valeri Pereshkura Olexander Svitlichni Roman Zozulya | Ukraine | 230,306 |
| Médaille de bronze, Jeux olympiques | Maxim Aleshin Alexei Bondarenko Dmitri Drevin Nikolaï Krioukov Alexei Nemov Yevgeni Podgorny             | Russie  | 230,019 |

### Concours général individuel hommes
| Médaille                            | Nom              | Pays    | Points |
| ----------------------------------- | ---------------- | ------- | ------ |
| Médaille d'or, Jeux olympiques      | Alexei Nemov     | Russie  | 58,474 |
| Médaille d'argent, Jeux olympiques  | Yang Wei         | Chine   | 58,361 |
| Médaille de bronze, Jeux olympiques | Oleksandr Beresh | Ukraine | 58,212 |

### Finales par engins

#### Sol hommes
| Médaille                            | Nom             | Pays     | Points |
| ----------------------------------- | --------------- | -------- | ------ |
| Médaille d'or, Jeux olympiques      | Igors Vihrovs   | Lettonie | 9,812  |
| Médaille d'argent, Jeux olympiques  | Alexei Nemov    | Russie   | 9,800  |
| Médaille de bronze, Jeux olympiques | Jordan Jovtchev | Bulgarie | 9,787  |

#### Cheval d'arçons hommes
| Médaille                            | Nom           | Pays     | Points |
| ----------------------------------- | ------------- | -------- | ------ |
| Médaille d'or, Jeux olympiques      | Marius Urzica | Roumanie | 9,862  |
| Médaille d'argent, Jeux olympiques  | Eric Poujade  | France   | 9,825  |
| Médaille de bronze, Jeux olympiques | Alexei Nemov  | Russie   | 9,800  |

#### Anneaux hommes
| Médaille                            | Nom                  | Pays     | Points |
| ----------------------------------- | -------------------- | -------- | ------ |
| Médaille d'or, Jeux olympiques      | Szilveszter Csollany | Hongrie  | 9,850  |
| Médaille d'argent, Jeux olympiques  | Dimosthenis Tampakos | Grèce    | 9,762  |
| Médaille de bronze, Jeux olympiques | Jordan Jovtchev      | Bulgarie | 9,737  |

#### Saut hommes
| Médaille                            | Nom               | Pays    | Points |
| ----------------------------------- | ----------------- | ------- | ------ |
| Médaille d'or, Jeux olympiques      | Gervasio Deferr   | Espagne | 9,712  |
| Médaille d'argent, Jeux olympiques  | Alexei Bondarenko | Russie  | 9,587  |
| Médaille de bronze, Jeux olympiques | Leszek Blanik     | Pologne | 9,475  |

#### Barres parallèles hommes
| Médaille                            | Nom           | Pays         | Points |
| ----------------------------------- | ------------- | ------------ | ------ |
| Médaille d'or, Jeux olympiques      | Li Xiaopeng   | Chine        | 9,825  |
| Médaille d'argent, Jeux olympiques  | Joo-Hyung Lee | Corée du Sud | 9,812  |
| Médaille de bronze, Jeux olympiques | Alexei Nemov  | Russie       | 9,800  |

#### Barre fixe hommes
| Médaille                            | Nom               | Pays         | Points |
| ----------------------------------- | ----------------- | ------------ | ------ |
| Médaille d'or, Jeux olympiques      | Aleksey Nemov     | Russie       | 9,787  |
| Médaille d'argent, Jeux olympiques  | Benjamin Varonian | France       | 9,787  |
| Médaille de bronze, Jeux olympiques | Joo-Hyung Lee     | Corée du Sud | 9,775  |

## Résultats femmes

### Concours général par équipes femmes
| Médaille                            | Nom | Pays       | Points     |
| ----------------------------------- | --- | ---------- | ---------- |
| Médaille d'or, Jeux olympiques      | Loredana Boboc Florenta Andreea Isarescu Maria Olaru Andreea Răducan Simona Amânar Claudia Presăcan               | Roumanie   | 154,608    |
| Médaille d'argent, Jeux olympiques  | Anastasia Kolesnikova Ekaterina Lobaznyuk Elena Zamolodchikova Elena Produnova Svetlana Khorkina Anna Tschepelewa | Russie     | 154,403    |
|                                     | Yang Yun Liu Xuan Ling Jie Dong Fangxiao Huang Mandan Kui Yuanyuan                                                | Chine      | 154,008 DQ |
| Médaille de bronze, Jeux olympiques | Amy Chow Jamie Dantzscher Dominique Dawes Kristen Maloney Elise Ray Tasha Schwikert                               | États-Unis | 152,933    |

La médaille de bronze est initialement attribuée à la Chine. En avril 2010, la médaille leur est retirée et donnée aux Américaines après enquête sur l'âge d'une des gymnastes (Dong Fangxiao qui avait 14 ans au moment de la compétition et non 17 comme déclarée).

### Concours général individuel femmes
| Médaille                            | Nom             | Pays     | Points |
| ----------------------------------- | --------------- | -------- | ------ |
|                                     | Andreea Răducan | Roumanie | 38,893 |
| Médaille d'or, Jeux olympiques      | Simona Amanar   | Roumanie | 38,642 |
| Médaille d'argent, Jeux olympiques  | Maria Olaru     | Roumanie | 38,581 |
| Médaille de bronze, Jeux olympiques | Liu Xuan        | Chine    | 38,418 |

### Finales par engins

#### Saut femmes
| Médaille                            | Nom                  | Pays     | Points |
| ----------------------------------- | -------------------- | -------- | ------ |
| Médaille d'or, Jeux olympiques      | Elena Zamolodchikova | Russie   | 9,731  |
| Médaille d'argent, Jeux olympiques  | Andreea Răducan      | Roumanie | 9,693  |
| Médaille de bronze, Jeux olympiques | Ekaterina Lobaznyuk  | Russie   | 9,674  |

#### Barres asymétriques femmes
| Médaille                            | Nom               | Pays   | Points |
| ----------------------------------- | ----------------- | ------ | ------ |
| Médaille d'or, Jeux olympiques      | Svetlana Khorkina | Russie | 9,862  |
| Médaille d'argent, Jeux olympiques  | Ling Jie          | Chine  | 9,837  |
| Médaille de bronze, Jeux olympiques | Yang Yun          | Chine  | 9,787  |

#### Poutre femmes
| Médaille                            | Nom                 | Pays   | Points |
| ----------------------------------- | ------------------- | ------ | ------ |
| Médaille d'or, Jeux olympiques      | Liu Xuan            | Chine  | 9,825  |
| Médaille d'argent, Jeux olympiques  | Ekaterina Lobaznyuk | Russie | 9,787  |
| Médaille de bronze, Jeux olympiques | Elena Produnova     | Russie | 9,775  |

#### Sol femmes
| Médaille                            | Nom                  | Pays     | Points |
| ----------------------------------- | -------------------- | -------- | ------ |
| Médaille d'or, Jeux olympiques      | Elena Zamolodchikova | Russie   | 9,850  |
| Médaille d'argent, Jeux olympiques  | Svetlana Khorkina    | Russie   | 9,812  |
| Médaille de bronze, Jeux olympiques | Simona Amânar        | Roumanie | 9,712  |

## Tableau des médailles

### Hommes
| Rang  | Nation       | Or | Argent | Bronze | Total |
| ----- | ------------ | -- | ------ | ------ | ----- |
| 1     | Russie       | 2  | 2      | 3      | 7     |
| 2     | Chine        | 2  | 1      | 0      | 3     |
| 3     | Espagne      | 1  | 0      | 0      | 1     |
| 3     | Hongrie      | 1  | 0      | 0      | 1     |
| 3     | Lettonie     | 1  | 0      | 0      | 1     |
| 3     | Roumanie     | 1  | 0      | 0      | 1     |
| 7     | France       | 0  | 2      | 0      | 2     |
| 8     | Corée du Sud | 0  | 1      | 1      | 2     |
| 8     | Ukraine      | 0  | 1      | 1      | 2     |
| 10    | Grèce        | 0  | 1      | 0      | 1     |
| 11    | Bulgarie     | 0  | 0      | 2      | 2     |
| 12    | Pologne      | 0  | 0      | 1      | 1     |
| Total | Total        | 8  | 8      | 8      | 24    |

### Femmes
| Rang  | Nation     | Or | Argent | Bronze | Total |
| ----- | ---------- | -- | ------ | ------ | ----- |
| 1     | Russie     | 3  | 3      | 2      | 8     |
| 2     | Roumanie   | 2  | 2      | 1      | 5     |
| 3     | Chine      | 1  | 1      | 2      | 4     |
| 4     | États-Unis | 0  | 0      | 1      | 1     |
| Total | Total      | 6  | 6      | 6      | 18    |

### Confondu
| Rang  | Nation       | Or | Argent | Bronze | Total |
| ----- | ------------ | -- | ------ | ------ | ----- |
| 1     | Russie       | 5  | 5      | 5      | 15    |
| 2     | Chine        | 3  | 2      | 2      | 7     |
| 3     | Roumanie     | 3  | 2      | 1      | 6     |
| 3     | Espagne      | 1  | 0      | 0      | 1     |
| 3     | Hongrie      | 1  | 0      | 0      | 1     |
| 3     | Lettonie     | 1  | 0      | 0      | 1     |
| 6     | France       | 0  | 2      | 0      | 2     |
| 7     | Corée du Sud | 0  | 1      | 1      | 2     |
| 7     | Ukraine      | 0  | 1      | 1      | 2     |
| 9     | Grèce        | 0  | 1      | 0      | 1     |
| 10    | Bulgarie     | 0  | 0      | 2      | 2     |
| 11    | États-Unis   | 0  | 0      | 1      | 1     |
| 11    | Pologne      | 0  | 0      | 1      | 1     |
| Total | Total        | 14 | 14     | 14     | 42    |